# Frank Dorittke

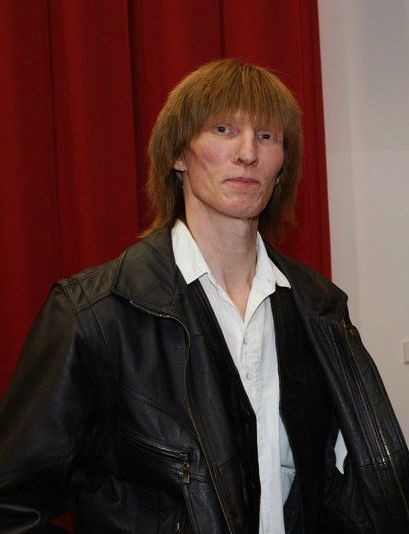
Frank Dorittke

Frank Dorittke (Dinslaken, 27 oktober 1964) is een Duits gitarist. Hij speelt een combinatie van elektronische muziek uit de Berlijnse school en progressieve rock.
Hij begon al op vroege leeftijd met gitaarspelen en startte in 1989 de hardrockband Imagine. Hij is linkshandig en bespeelt een omgebouwde Gibson Flying V. Gedurende de jaren ‘90 kreeg hij meer interesse in elektronische muziek. Met als inspirators Tangerine Dream (album Stratosfear), Klaus Schulze en Jean Michel Jarre begon hij te experimenteren op dé computer van destijds, de Commodore 64. Daarnaast leerde hij werken met de sequencer. Voor zijn elektronische muziek richtte hij een nieuwe band op: F.D. Project. Die band kwam in 2003 met hun debuutalbum, die binnen het genre in Duitsland werd uitgeroepen tot Beste nieuweling. Er verschenen meer opnamen, waarbij Dorittke zich niet meer beperkte tot de bandnaam F.D.Project. In 2008 werd hij onderscheiden met de Schallwelle-prijs (prijs binnen elektronische muziek) als beste artiest.
In 2009 speelde hij samen met drie Nederlanders uit de elektronische muziekbeweging tijdens een concert in Derby, Derbyshire; het bleek een voorbode van de oprichting van een nieuwe groep Morpheusz genaamd. Andere leden waren Ron Boots, Erik van der Heijden en Harold van der Heijden.

## Discografie

### F.D.Project
- Electronic dreams (2003)
- Blue visions (2004)
- FD Project live - Electric visions (DVD) (2004)
- Mountainway (2005)
- Timeless (2006)
- The Journey to another place (2007)
- Heavensgate (2008)
- Today and yesterday
- Derby! (live, met Ron Boots en Harold van der Heijden, 2009)
- Time to remember (2010)
- Water and earth (2011)
- Electric visions (2011) (dvd)
- Electronic circus (2011) (dvd)
- Noctrune (2012)
- Quadea (2012)
- Moments of life (2013)
- E-Live 2013 (2013)
- Timeless II (2016)
- Roots (2018)
  - tracks : Roots (9:29), Revolution (8:42), Deep dream (6:30), 50 Years TD (11:51), Bells (7:35), B.T.T.R. (9:17) en Open land (8:56)
  - 50 Years of TD is een eerbetoon aan Tangerine Dream, de inspiratiebron van Dorittke

### Morpheusz
- Days of delirium and nocturnal nightmares (2010)
- Garden gnomes and goblins (2011)